# Белка (приток Холыньи)
Белка — река в Старорусском районе Новгородской области. Длина — 25 км, площадь водосбора — 71,4 км².
Принадлежит бассейну Балтийского моря. Берёт начало в лесном болоте; в 1 км восточнее деревни Голузино впадает в Холынью.
На Белке расположено 7 деревень (от истока к устью): Петрухново, Пашниково, Шейкино, Бела, Жежванниково, Марково и Голузино.